# Atomrecht
Atomrecht (das Recht der Kernenergie) ist ein Untergebiet des Energierechts. Es regelt die Erzeugung und die Nutzung der Kernenergie, den Schutz gegen ihre Gefahren.
Nationale Rechtsquellen sind Atomgesetze und -verordnungen.
Zum internationalen Vertragsrecht auf diesem Gebiet gehören:
- Haftungsrecht
  - Übereinkommen vom 29. Juli 1960 über die Haftung gegenüber Dritten auf dem Gebiet der Kernenergie, sogenanntes Pariser Übereinkommen: Vertragsstaaten sind die meisten westeuropäischen Staaten
  - Zusatzübereinkommen vom 31. Januar 1963 zum Pariser Übereinkommen, sogenanntes Brüsseler Zusatzübereinkommen: erhöht die Haftungssummen
  - Wiener Übereinkommen über die zivilrechtliche Haftung für nukleare Schäden vom 21. Mai 1963, sogenanntes Wiener Übereinkommen: geschlossen im Rahmen der UNO, 36 Vertragsparteien weltweit, insbesondere ehemalige Ostblock- und lateinamerikanische Staaten
  - Gemeinsames Protokoll über die Anwendung des Wiener Übereinkommens und des Pariser Übereinkommens vom 21. September 1988, sogenanntes Gemeinsames Protokoll: regelt die Anwendung von Pariser und Wiener Übereinkommen zwischen den Staaten, die dem jeweils anderen Vertrag beigetreten sind.
  - bilateral:
    - Abkommen vom 22. Oktober 1986 zwischen der Schweizerischen Eidgenossenschaft und der Bundesrepublik Deutschland über die Haftung gegenüber Dritten auf dem Gebiet der Kernenergie

## Deutschland
Die Hauptrechtsquelle des deutschen Atomrechts ist das Atomgesetz.

## Europäische Union
Eine der Wurzeln der Europäischen Union ist die Europäische Atomgemeinschaft. Diese wurde mit dem EURATOM-Vertrag gegründet.

## Schweiz
Hauptrechtsquelle ist das Kernenergiegesetz vom 21. März 2003.